# Беннеттсвілл (Південна Кароліна)
Беннеттсвілл (англ. Bennettsville) — місто (англ. city) в США, в окрузі Марльборо штату Південна Кароліна. Населення — 7020 осіб (2020).

## Географія
Беннеттсвілл розташований за координатами 34°37′41″ пн. ш. 79°41′9″ зх. д. / 34.62806° пн. ш. 79.68583° зх. д. (34.628189, -79.685901).  За даними Бюро перепису населення США в 2010 році місто мало площу 17,48 км², з яких 15,84 км² — суходіл та 1,64 км² — водойми.

## Демографія
Згідно з переписом 2010 року, у місті мешкало 9069 осіб у 3099 домогосподарствах у складі 1923 родин. Густота населення становила 519 осіб/км².  Було 3658 помешкань (209/км²).
Расовий склад населення:
| - 64,2 % — чорних або афроамериканців - 32,7 % — білих - 0,8 % — корінних американців - 0,4 % — азіатів |

До двох чи більше рас належало 1,2 %. Частка іспаномовних становила 1,6 % від усіх жителів.
За віковим діапазоном населення розподілялося таким чином: 20,5 % — особи молодші 18 років, 64,8 % — особи у віці 18—64 років, 14,7 % — особи у віці 65 років та старші. Медіана віку мешканця становила 38,7 року. На 100 осіб жіночої статі у місті припадало 121,2 чоловіків;  на 100 жінок у віці від 18 років та старших — 126,2 чоловіків також старших 18 років.
Середній дохід на одне домашнє господарство  становив 39 459 доларів США (медіана — 27 684), а середній дохід на одну сім'ю — 47 981 долар (медіана — 33 864). Медіана доходів становила 36 739 доларів для чоловіків та 30 250 доларів для жінок. За межею бідності перебувало 35,4 % осіб, у тому числі 51,2 % дітей у віці до 18 років та 25,0 % осіб у віці 65 років та старших.
Цивільне працевлаштоване населення становило 2565 осіб. Основні галузі зайнятості: виробництво — 30,2 %, освіта, охорона здоров'я та соціальна допомога — 22,7 %, роздрібна торгівля — 14,2 %, мистецтво, розваги та відпочинок — 6,8 %.